# Hochwart (Kronach)
Hochwart ist eine Wüstung auf dem Gemeindegebiet der Kreisstadt Kronach im Landkreis Kronach (Oberfranken, Bayern).

## Geographie
Die Einöde befand sich auf einer Höhe von 454 m ü. NHN am gleichnamigen Berg. Zu dem Anwesen mit eigener Hausnummer gehörten 3,4 ha Acker- und Grünland. 0,6 km westlich lag Rennesberg.

## Geschichte
Hochwart bestand in der ersten Hälfte des 19. Jahrhunderts auf dem Gemeindegebiet von Friesen. Der Ort wurde letztmals im amtlichen Ortsverzeichnis von 1888 aufgelistet und wurde auch in topographischen Karten nicht mehr verzeichnet.

### Einwohnerentwicklung
| Jahr      | 001854 | 001861 | 001871 | 001885 |
| Einwohner |        | 13     | 4      | 4      |
| Häuser    | 1      |        |        | 1      |
| Quelle    | [ 2 ]  | [ 5 ]  | [ 6 ]  | [ 3 ]  |

## Religion
Der Ort war katholisch und nach St. Georg (Friesen) gepfarrt.